# 成體
成体（adult）是躯体各部位已發育完成，具有生殖能力的動物個體；反之，与其相对者，称为幼体、亚成体。
在汉语中，除人类常称成人外，“成体”泛指各类植物、动物，甚至人类及其细胞。但在无脊椎动物中，節肢動物門的昆蟲綱的成体，特称为成虫（imago）；由幼蟲發育至成蟲時，通常會經過變態的過程。有些昆蟲的幼蟲和成蟲形態差異很大，這些昆蟲經歷的是完全變態；有些的幼蟲則與成蟲差異不大，這些昆蟲所經歷的是不完全變態。

## 另見
- 幼体
- 亚成体
- 卵
- 蛹
- 繭